# Rhynchostegium assumptionis
Rhynchostegium assumptionis är en bladmossart som beskrevs av Bescherelle 1877. Rhynchostegium assumptionis ingår i släktet näbbmossor, och familjen Brachytheciaceae. Inga underarter finns listade i Catalogue of Life.